# Ofer Bar-Yosef
Ofer Bar-Yosef, né le 29 août 1937 à Jérusalem et mort le 14 mars 2020 à Kfar Saba, est un archéologue et préhistorien israélien dont le principal domaine d'étude a été la période paléolithique.
Il a été professeur d'archéologie préhistorique à l'université hébraïque de Jérusalem, l'institution où il avait étudié initialement aux niveaux pré- et post-Bachelor pendant les années 1960. En 1988, il partit aux États-Unis où il devint professeur d'archéologie préhistorique à l'université Harvard ainsi que conservateur d'archéologie paléolithique au Muséum d'histoire naturelle Peabody.
Il a fouillé plusieurs sites du Levant (fouilles qui incluent la grotte de Kébara et le village néolithique de Netiv Hagdud), ainsi que des sites paléolithiques et néolithiques en Chine et en Géorgie.

## Publications
- The Natufian culture in the Levant (Ed), International Monographs in Prehistory, 1992
- Late Quaternary Chronology and Paleoclimates of the Eastern Mediterranean, Radiocarbon, avril 1994
- Seasonality and Sedentism: Archaeological Perspectives from Old and New World Sites, (Ed), Peabody Museum of Archaeology and Ethnology, mars 1998
- (Avec Belfer-Cohen, A) From Africa to Eurasia - Early Dispersals', Quaternary International 75, 2001, 19-28